# Pleurotomaria waimumu
Pleurotomaria waimumu is een fossiele slakkensoort uit de familie van de Pleurotomariidae. De wetenschappelijke naam van de soort is voor het eerst geldig gepubliceerd in 2003 door Begg en Grant-Mackie.